# Parabixadus brunneoplagiatus
Parabixadus brunneoplagiatus är en skalbaggsart som beskrevs av Stefan von Breuning 1935. Parabixadus brunneoplagiatus ingår i släktet Parabixadus och familjen långhorningar.
Artens utbredningsområde är:
- Senegal.
- Togo.

Inga underarter finns listade i Catalogue of Life.